# Дикорослі корисні рослини України (довідник)
Дикорослі корисні рослини України (рос. Дикорастущие полезные растения Украины) — російськомовний довідник, у якому автори вперше здійснили спробу звести воєдино основні відомості про найважливіші дикорослі корисні рослини України.
Довідник є першим узагальненим зведенням про дикорослі корисні рослини України. У виданні дається характеристика понад 1000 видів рослин, які використовуються в тому чи іншому ступені сьогодні людиною. Основну увагу приділено найважливішим групам лікарських, харчових, ефіроолійних, дубильних та інших рослин, найпоширеніших в природній флорі України, або тим, що широко застосовуються в культурі. Наведено російські й українські народні назви та короткі морфологічні характеристики кожного виду, описано умови зростання, вказано район розповсюдження, хімічний склад і використання. Вказано шляхи охорони та відновлення природних запасів рідкісних видів рослин. Довідник ілюстрований кольоровими фотографіями, забезпечений покажчиками російських, українських і латинських назв рослин і списком літератури.
Довідник об'ємом 400 сторінок. Вперше надрукований у 1983 році за рішенням вченої ради Інституту ботаніки імені М. Г. Холодного АН УРСР і рішенням редакційної колегії довідникової літератури АН України. Наклад 50 000 примірників.
Мова видання — російська.
Автори:
- Володимир Іванович Чопик
- Любов Григорівна Дудченко
- Алла Миколаївна Краснова

Відповідальний редактор — академік АН УРСР К. М. Ситник.